# Slavné historky zbojnické
Slavné historky zbojnické je československý historický televizní cyklus natočený v roce 1985. Celkem bylo natočeno 6 epizod, každá o délce 59 minut, které pojednávají o osudech loupežníků a novodobě i vrahů a zbojníků. Seriál režíroval Hynek Bočan.

## Seznam dílů
Názvy epizod jsou i názvy hlavních postav, tedy zbojníků a loupežníků. V závorce je uveden herec, který ztvárňoval hlavní postavu.
1. Václav Babinský (1796–1879) (Radoslav Brzobohatý), premiéra 18. října 1986
2. Šobri Jožka (1810–1837) (Jiří Bartoška), premiéra 19. července 1986
3. Jan Jiří Grasel (1790–1818) (Ivan Vyskočil), premiéra 17. října 1987
4. Schinderhannes (1778–1803) (Miroslav Vladyka), premiéra 9. července 1988
5. Róža Šándor (1813–1878) (Pavel Zedníček), premiéra 18. června 1988
6. Trestanec Salvador (Jean Ferey, 1774–18??) (Vladimír Dlouhý), premiéra 8. března 1986

Uvedené pořadí se ustálilo až od reprízy v roce 1997.